# 曾家村
曾家村，是中华人民共和国江西省鹰潭市贵溪市耳口乡下辖的一个村。
2013年8月26日，曾家村公布为第二批中国传统村落。
2019年1月21日，贵溪市耳口乡曾家村公布为第七批中国历史文化名村。
{{stub}]